# Аварский музыкально-драматический театр имени Гамзата Цадасы
Аварский музыкально-драматический театр имени Гамзата Цадасы (авар. ЦӀадаса ХӀамзатил цӀаралда бугеб музыкалиябгун-драмаялъул Авар театр) — государственный аварский театр, расположенный в городе Махачкала — столицы Республики Дагестан. Здание театра охраняется государством как объект культурного наследия России регионального значения. 
Расположен на улице Пушкина, 1.

## История театра

### Первые шаги
Основан в 1935 году в селе Хунзах Хунзахского района Дагестанской АССР. Инициатором создания был А.Магаев, а первыми руководителями и режиссёрами театра стали А.Магаев, П.Шияновский, А.Артемов.
В 1943 году театр перевели в город Буйнакск, где в 1951 году ему было присвоено имя народного поэта Дагестана Г.Цадасы.
В 1960 участвовал в Дагестанской декаде в Москве со спектаклем «Горянка» Р.Гамзатова, а в 1961 преобразован в музыкально-драматический театр.
В 1968 переведён в Махачкалу.

### В разное время коллектив возглавляли
- режиссёры: В.Джапаридзе, В.Барукаев, Э.Асланов и др.,
- спектакли оформляли: А.Архангельский, Д.Давыдов, А.Осипенко,
- играли: Зейнаб Набиева, М.Абдулхаликов, П.Хирзоева, А. Курбанова, Б.Инусилов, А.Мамаева, С.Меджидова, А. Махаев, М-Р. Багдулов, И.-Г.Такиев.

### В разные годы директорами театра работали
Ежегодно гастролирует в Каспийске, Кизилюрте, Буйнакске, Хасавюрте и 18 районах республики.

## Награды и призы
- Почётная грамота Президиума Верховного совета РСФСР (10 августа 1960 года) — в связи с декадой дагестанского искусства и литературы в городе Москве и за заслуги в развитии советского искусства[3].
- Лауреат Государственной премии Республики Дагестан имени Гамзата Цадасы.
- Отмечен дипломами Министерства культуры РСФСР.
- Диплом и почётный статус «Национальное достояние России — 2010»[1].
- Магомед Бисавалиев: Медаль Р.Гамзатова, Лауреат Государственной премии РД в области Литературы, Всероссийская награда имени А. Толстого

## Репертуар
- «Предок» (автор — Шапи Казиев)[4].
- «C любовью к женщинам!»
- «Международный день родного языка»
- «Недопетая песня» (авторы — А. Загалов и Х.Абдулгапуров)[5].
- «Уроки воспитания» (автор — М. Исаева).
- «В чем моя вина?» (автор — Б. Турай)[6].
- «Единственный наследник» (автор — Жан Франсуа Реньяр)[7].
- «ДУРОЧКА» (автор И. Танунина)
- «Аршин мал алан»
- «Али с гор»
- «У очага наших предков»
- «Зятья» и др.